# Чемерники
Чемерники (пол. Czemierniki) — місто в Польщі, у гміні Чемерники Радинського повіту Люблінського воєводства.
Населення — 1443 особи (2011). З 1 січня 2024 року має статус міста.
У 1975-1998 роках село належало до Білопідляського воєводства.

## Демографія
Демографічна структура станом на 31 березня 2011 року:
|          | Загалом | Допрацездатний вік | Працездатний вік | Постпрацездатний вік |
| -------- | ------- | ------------------ | ---------------- | -------------------- |
| Чоловіки | 730     | 159                | 493              | 78                   |
| Жінки    | 713     | 133                | 401              | 179                  |
| Разом    | 1443    | 292                | 894              | 257                  |